# 내가 아니면, 네가 아니면
《내가 아니면, 네가 아니면》(일본어: オレじゃなきゃ、キミじゃなきゃ 오레자나캬, 키미자나카[*])은 2008년 3월 26일에 발매한 20th Century의 3번째 싱글.

## 설명
- 《Precious Love》 발매 이후 7년 6개월만 싱글이다.
- 초회한정반A(CD+DVD), 초회한정반B(CD+특전CD), 통상반(CD)으로 3가지 타입으로 발매되었다
- 20th Century로는, 싱글·앨범 통틀어 첫 번째 오리콘 차트 1위 기록. V6는 Coming Century등 솔로 활동으로는 오리콘 차트 1위 기록이 없기 때문에, 그룹 외의 활동으로도 첫 번째 1위 기록이다 (J-FRIENDS 등 다른 그룹 멤버와의 활동 제외).

## 수록곡

### 통상반
1. 내가 아니면, 네가 아니면(オレじゃなきゃ、キミじゃなきゃ)
  - 작사 · 작곡：토타스 마츠모토, 편곡：나카무라 코슈
2. 만나러가자(逢いに行こう)
  - 작사 · 작곡：아라키 유스케, 편곡：CHOKKAKU·아라키 유스케
3. 20th sensation
  - 작사 · 작곡 · 편곡：TSUKASA

### 초회한정반A
1. 내가 아니면, 네가 아니면
2. 만나러가자

DVD
1. 내가 아니면, 네가 아니면 music Clip

### 초회한정반B
1. 내가 아니면, 네가 아니면
2. 만나러가자
3. Next Generation
4. 내가 아니면, 네가 아니면~Demo Tape Version~ 
  - 작사：Next Generation All Staff, 작곡：사카모토 마사유키, 편곡：쿠메 야스타카

JFN 27국 라디오 《V6 Next Generation》엔딩곡
특전 CD
5. V6 Secret Generation ~V6 Next Generation 어나더 에디션~(V6 Secret Generation 〜V6 Next Generation アナザーエディション〜)